# Wałkonie
Wałkonie (wł. I vitelloni) – włosko-francuski czarno-biały film fabularny z 1953 roku w reżyserii Federico Felliniego. Zdjęcia kręcono w Viterbo, Rzymie i we Florencji.

## Obsada
- Franco Interlenghi jako Moraldo Rubini
- Alberto Sordi jako Alberto
- Franco Fabrizi jako Fausto Moretti
- Leopoldo Trieste jako Leopoldo Vannucci
- Riccardo Fellini jako Riccardo
- Leonora Ruffo jako Sandra Rubini
- Jean Brochard jako Francesco Moretti, ojciec Fausta
- Claude Farell jako Olga
- Carlo Romano jako Michele Curti
- Lída Baarová jako pan Giulia Curti
- Enrico Viarisio jako pan Rubini
- Paola Borboni jako pani Rubini
- Vira Silenti jako Gisella
- Maja Nipora jako Caterina
- Arlette Sauvage
- Silvio Bagolini